# Lethrinus obsoletus
Lethrinus obsoletus är en fiskart som först beskrevs av Forsskål, 1775.  Lethrinus obsoletus ingår i släktet Lethrinus och familjen Lethrinidae. Inga underarter finns listade i Catalogue of Life.